# 马励武
马励武（1904年—1963年），字支强，陕西华县庙前村（今属瓜坡镇），国民革命军第二十六军中将军长。

## 生平
1937年7月22日在第十三军第4师编成内参加南口会战，第4师阵地失守，全师溃退，南口会战以失败而告终。
1947年1月10日在鲁南战役中被俘。1963年在北京战犯管理所病逝。